# Jeff Jarvis

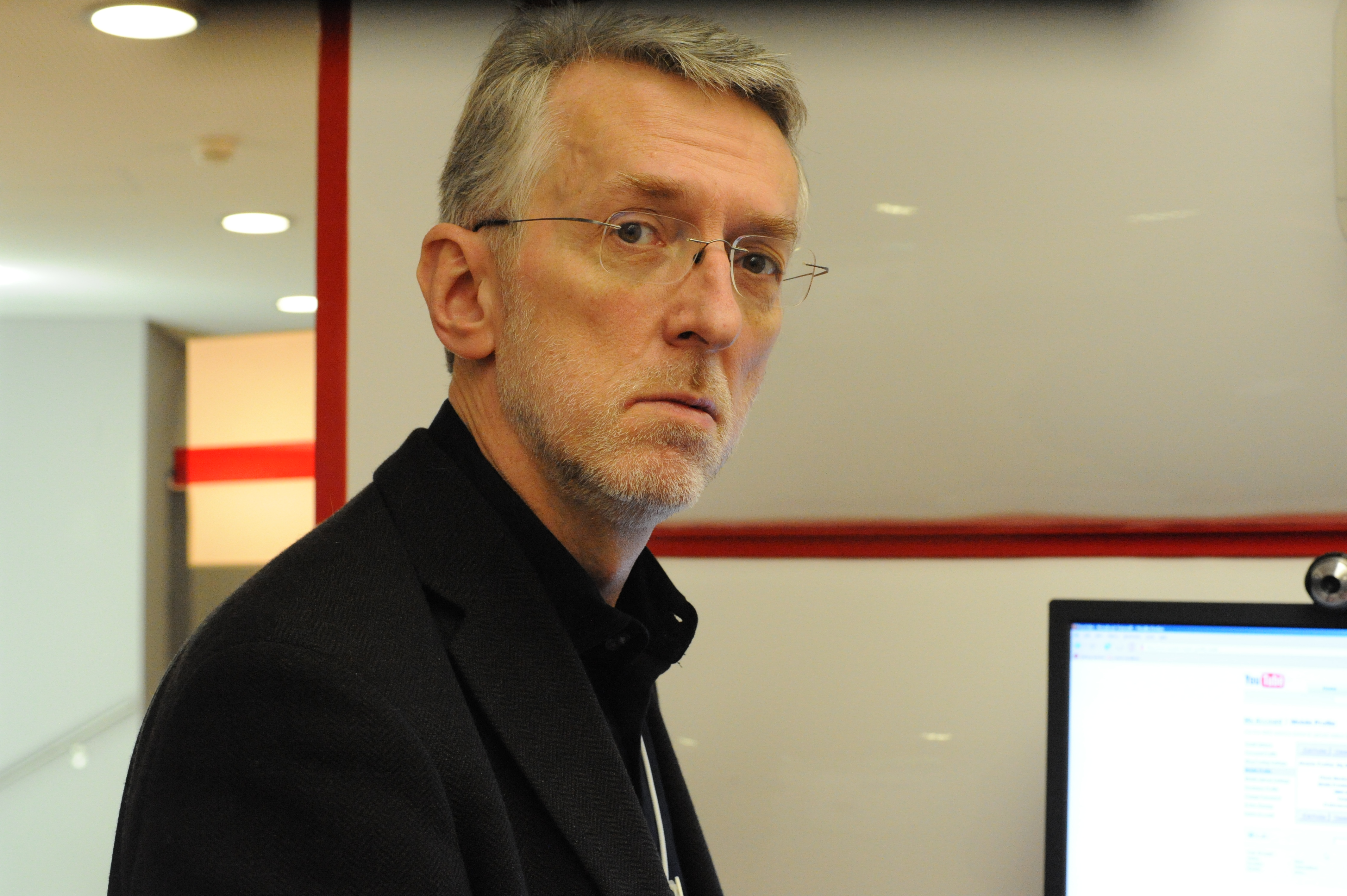
Jeff Jarvis no Fórum Econômico Mundial de 2008.

Jeff Jarvis é um jornalista estadunidense, é um dos principais pensadores das mudanças que a Web 2.0. precipitou ao exercício da profissão. Teorizou a Midiosfera.